# Susi Schmid
Susanne Leonie „Susi“ Schmid, verh. Brundert, (* 27. August 1960 in Bergisch Gladbach) ist eine ehemalige deutsche Hockeyspielerin und Olympiateilnehmerin 1984 und 1988.
Susi Schmid begann ihre Karriere als Torfrau, wechselte aber nach 1984 als Allrounderin ins Feld. Sie spielte für den RTHC Bayer Leverkusen und gewann mit diesem Verein 1981, 1982, 1984 und 1987 die Deutsche Meisterschaft im Hallenhockey, 1982, 1983 und 1985 wurde sie Meisterin im Feldhockey. 1987 wechselte sie zum SC 1880 Frankfurt und wurde mit diesem Verein 1988 und 1989 deutscher Feldhockeymeister.
Schmid debütierte 1979 in der deutschen Hockeynationalmannschaft. Ihr erster großer Erfolg war der Titel bei der Halleneuropameisterschaft 1981. Im selben Jahr war sie Torfrau bei der Weltmeisterschaft in Argentinien, bei der die deutsche Mannschaft den Titel gewann. 1983 wurde Schmid bei der Weltmeisterschaft Vierte, 1984 gewann sie Bronze bei der ersten Europameisterschaft. Im selben Jahr fuhr sie als Stammtorhüterin zu den Olympischen Spielen 1984. Dort wurde sie allerdings im Turnierverlauf von Ursula Thielemann als Stammtorfrau verdrängt. Die deutschen Feldhockeydamen gewannen Silber hinter der Mannschaft aus den Niederlanden. Zwei Jahre später unterlag die Mannschaft bei der Weltmeisterschaft in den Niederlanden den Gastgeberinnen und gewann erneut Silber. Nach einem vierten Platz bei der Europameisterschaft 1987 belegte die deutsche Mannschaft bei den Olympischen Spielen 1988 den fünften Platz.
Schmid agierte nach ihrer aktiven Karriere als Schiedsrichterin. Heute ist sie Geschäftsführerin beim SC 1880 Frankfurt.